# Azuara-Impaktstruktur
Koordinaten: 41° 15′ 28″ N, 0° 52′ 13″ W
Die Azuara-Impaktstruktur ist ein 35 bis 40 Kilometer großer Einschlagkrater in Nordostspanien 50 Kilometer südlich von Saragossa. Stratigraphische Überlegungen sowie paläontologische Datierungsmethoden weisen der Struktur ein Alter  von 30 bis 40 Millionen Jahre Before Present (BP) zu und stellen es somit  ins Obere Eozän bzw. ins Oligozän.

## Lage

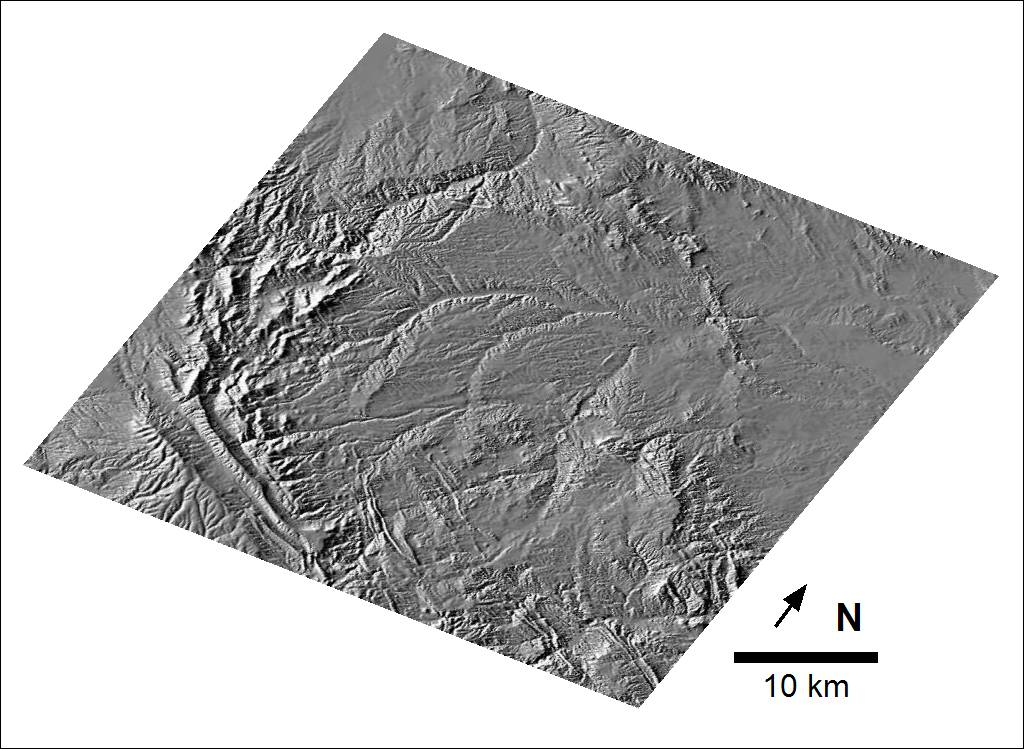
Morphologischer Ausdruck der Azuara-Impaktstruktur in der digitalen Höhenkarte Spaniens, Maßstab 1:250.000

Die Stadt Azuara in der spanischen Provinz Saragossa, nach der die Struktur benannt worden ist, befindet sich im Kraterzentrum. Der Krater selbst besitzt eine grob kreisförmige Gestalt mit einem deutlichen Außenring. Das Innere des Kraters wird von Oberkreidesedimenten verdeckt; in der äußeren Randzone sind die Aufschlussbedingungen jedoch vorzüglich.

## Geschichte
Bereits im Jahr 1980 gab Wolfgang Hamann einen ersten Hinweis auf eine mögliche Impaktstruktur bei Azuara. In den frühen 1980er Jahren wurden von Johannes Fiebag erste Geländebefunde entdeckt. Im Jahr 1985 erbrachten Kord Ernstson und Kollegen Nachweise für Impaktmetamorphose. Die Struktur wurde sodann 1994 von Grieve und Shoemaker, von Hodge (ebenfalls 1994) und 2002 von Norton als ein authentischer Meteoriteneinschlag anerkannt.

## Impaktstrukturen

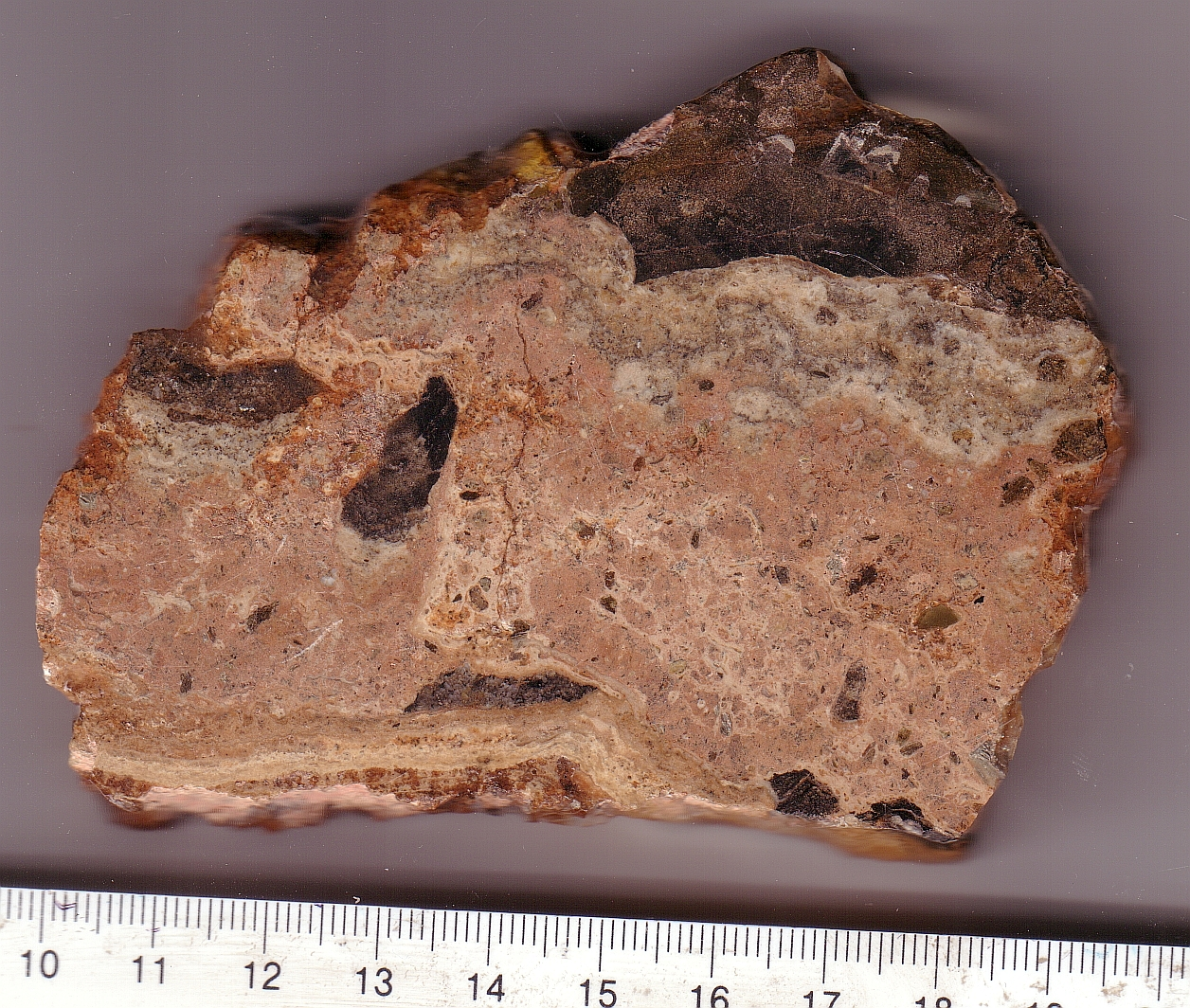
Geschockte polymiktische Brekzie der Azuara-Impaktstruktur

Die Impaktnatur der Azuara-Struktur wird durch umfangreiche polymikte und monomikte Brekzien, Brekziengänge, ausgedehnte Megabrekzien, aber auch durch Auswurfmassen, dislozierte Riesenblöcke, geophysikalische Anomalien und die Anzeichen für Schockmetamorphose dokumentiert. Letztere liegen vor als  Schmelzgläser, diaplektische Gläser und planare Elemente (PDFs). Die planaren Elemente (Englisch: planar deformation features oder abgekürzt PDF) werden in Brekzien und Brekziengängen angetroffen, sehr häufig treten sie in Quarzit-Klasten der Auswurfdecke (Pelarda-Formation) auf.

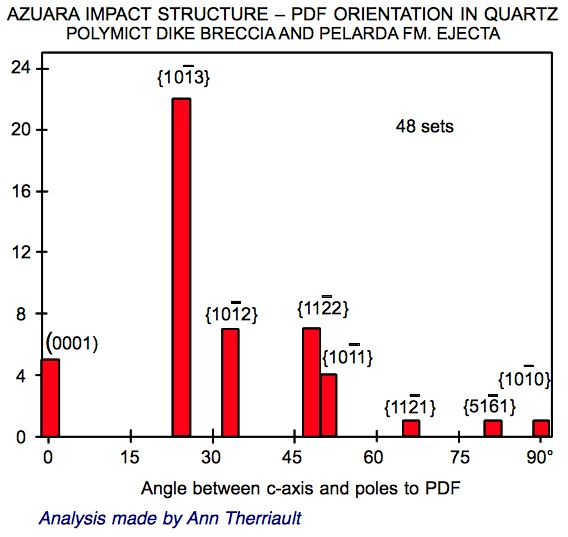
Planare Elemente (PDFs) in Quarz der Azuara-Impaktstruktur

Geschockte Quarze in der Azuara-Impaktstruktur zeigen planare Elemente. In einem Histogramm lassen sich die kristallographisch kontrollierten Mikrodeformationsebenen in den betroffenen Körnern gut darstellen. Insbesondere die {1013} und {1012}-Ebenen sind diagnostisch und werden allgemein als sicheres Anzeichen für unter Schock erfolgter Deformation angesehen.

## Kontroverse Interpretation
Anders als bei den meisten anderen terrestrischen Impaktstrukturen (wie beispielsweise dem Nördlinger Ries, dem Vredefort-Krater oder dem Sudbury-Becken) ist bei der Azuara-Impaktstruktur ihre extraterrestrische Ursache umstritten. Spanische Geologen lehnen nach wie vor ein Impaktereignis kategorisch ab. Sie erklären die Schockauswirkungen als tektonischen Ursprungs, die Auswurfdecke der Pelarda-Formation sind in ihren Augen Überreste quartärer alluvialer Schuttfächer, und die Impaktbrekzien und Brekziengänge werden von ihnen als Karst- und Bodenbildungen interpretiert.
Diese Opposition gegen einen Impakt in Azuara wurde von Langenhorst und Deutsch (1996) in ihrer wissenschaftlichen Studie genährt, in der sie keinerlei Anzeichen für Schockmetamorphose zu erkennen meinen, sondern die fraglichen Strukturen einer alpinen Überschiebungsbahn zuschreiben. Azuara wurde daraufhin von der Canadian Impact Data Base entfernt. In der Expert Database on Earth Impact Structures (EDEIS) wird Azuara nach wie vor als anerkannte Impaktstruktur geführt. 

## Begleitende Impaktstrukturen

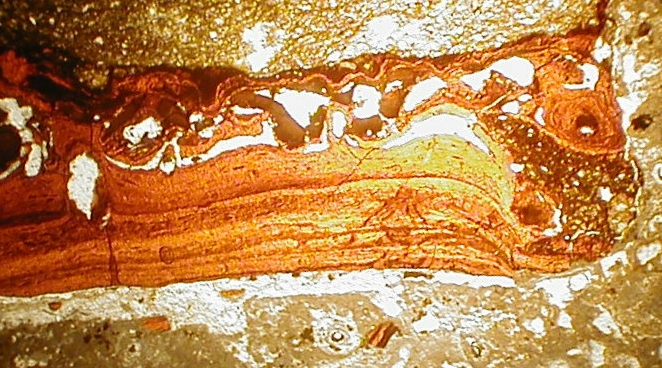
Impaktglas aus einem polymikten Brekziengang in Azuara

Seit 1994 wird darüber spekuliert, dass Azuara nur Teil eines multiplen Einschlags darstellt, zu dem auch noch ein langgestrecktes Impaktbecken hinzugerechnet wird, welches wahrscheinlich durch eine Kette von Impaktoren ausgehoben worden war. Dieses so genannte Rubielos-de-la-Cérida-Becken enthält seinerseits sämtliche Hinweise auf einen Impaktursprung, seien es seine morphologische Ausgestaltung, seine poly- und monomikten Brekzien, seine Megabrekzien, seine Auswurfdecken, seine Anzeichen für Schockmetamorphose, seine Suevite und seine Impaktschmelzen.